# Becéző szó
A jelentéstanban és a pragmatikában a becéző (idegen szóval hipokorisztikus) szó olyan szó, amellyel a beszélő gyengédséget, rokonszenvet fejez ki azon személy iránt, akihez szól, vagy azon lény vagy tárgy iránt, amelyről beszél.
Becéző szavakat bizonyos nyelvváltozatokban használnak. Ilyenek a népi és a fesztelen (bizalmas) nyelvi regiszter, valamint az ún. dajkanyelv és gyereknyelv.

## Becézést megvalósító eszközök

### Eleve becéző szavak
Egyes nyelvekben a gyerekek által használt szüleiket megszólító szavak, amelyeket ezek is használnak velük, eleve becéző szavak. Ezek átkerültek abba a fesztelen regiszterbe is, amelyet a felnőttek használnak a szüleikkel, és szinonimái szokásos regiszteri szavaknak, pl. (franciául) maman és papa vs. mère ’anya’, illetve père ’apa’.
Ugyancsak eleve becéző szavak a családon belül használt olyan becenevek, amelyek nem utónevek változatai, pl. (magyarul) Baba, Babó, Bubi, Buckó, Cunci, Csöpi, Husi.

### Képzett becéző szavak
Egyik eszköze a becéző szavak alkotásának a szóképzés, amely az itt említett nyelvekben bizonyos utóképzőkkel történik.

#### Kicsinyítő képzőkkel alkotott becéző szavak
A kicsinyítő szavak többsége kicsiség mellett becézést is kifejez bizonyos kontextusokban. Példák:
(magyarul) lovacska, arcocska;
(angolul) kitty ’cica’, doggie ’kutyus’;
(franciául) sœurette ’nővérke, húgocska’, frérot ’bátyó, öcsi’;
(románul) fetiță ’kislány’, copilaș ’gyerkőc’;
(BHMSZ) mačkica ’cica’, seoce ’falucska’.
Olykor hibásan neveznek kicsinyítő szavaknak minden becéző szót. Valójában létrehoznak becéző szavakat ugyanazokkal a képzőkkel, mint kicsinyítőket, de ezek a becéző szavak nem kicsinyítők, ha kontextusukban nem értik bele a kicsiséget, például az előbbiek közül felnőtt személyekre vagy viszonylag nagy állatokra használt (magyarul) lovacska, (angolul) kitty, doggie, (franciául) sœurette, frérot. Ez a jelenség még nyilvánvalóbb a felnőttekre használt becenevek esetében:
(magyarul) Dorka (< Dóra), Samu (< Sámuel);
(angolul) Billie (< William);
(franciául) Jeannette (< Jeanne), Louison (< Louise);
(románul) Măriuța (< Maria), Ionică (< Ion);
(BHMSZ) Jelica (< Jelena), Ivica (< Ivan).

#### Specifikus képzőkkel alkotott becéző szavak
A BHMSZ-ben vannak olyan képzők is, amelyek csak becéző szavakat alkotnak, kicsinyítés nélkül. Egész melléknevekhez a -ko képzőt adják hozzá, pl. zaljubljenko (< zaljubljen (hímnem) ’szerelmes’). Nőnemű alakja -ka, amely helyettesíti az egyes szám alanyesetű alak -a ragját: zaljubljenka (< zaljubljena).

### Egyéb módszerekkel alkotott becéző szavak

#### Egyszerű módszerek
Egyes becéző szavak tőszavak vagy kicsinyítő képzőkkel alkotott szavak változtatása útján keletkeznek, olyan módszerekkel, mint az alábbiak:
- aferézis (szóeleji szegmens elhagyása): (magyarul) Nóra (< Eleonóra),[5] (franciául) Sandrine (< Alexandrine),[4] (románul) Ghiță (< Gheorghiță);[2]
- apokopé (szóvégi szegmens elhagyása): (magyarul) Kata (< Katalin),[5] (angolul) Phil (< Philip),[17] (franciául) Steph (< Stéphane),[8] (románul) Geo (< George);[2]
- szinkópa (szó belsejéből való szegmens elhagyása): (románul) Mia (< Maria);[2]
- protézis (szegmens hozzáadása szó elejére): (magyarul) Panna (< Anna);[5]
- szóismétlés: (franciául) Jean-Jean;[8]
- szótag-ismétlés: (franciául) fifille ’kislány’ (< fille ’lány’),[1] Popol (< Paul).[4]

#### Összetett módszerek
- aferézis:
  - és kicsinyítő képző hozzáadása: (magyarul) Nusi (< Annus < Anna);[5]
  - és szótag-ismétlés: (franciául) Mimile (< Émile),[4] (románul) Luluș (< Corneluș < Cornel);[2]
- apokopé:
  - és képzés: (magyarul) Kati, Kató, Katika, Katica, Katóka, Katácska, Katus, Katuska, Katinka (< Katalin);[5]
  - és szótag-ismétlés: (magyarul) Lala (< Lajos);[5]
- protézis és képzés, esetleg kettős: (magyarul) Panni(ka);[5]
- szóismétlés és a második előfordulás protézise: (magyarul) Anna-Panna (< Anna).[5]

Ezeknél összetettebb módszerek is vannak, például:
- aferézis, apokopé és szótag-ismétlés: (franciául) Nini (< Véronique);[8]
- apokopé, protézis és képzés, esetleg kettős: (magyarul) Pisti(ke) (< István).[5]

A BHMSZ-ben apokopénak alávetett szóhoz viszonylag sok becéző, de nem kicsinyítő képzőt adnak hozzá (fettelve a példákban): Mata (< Matija), Kate (< Katarina), Vlado vagy Vlatko (< Vladimir), lija (lisica ’róka’), baka ’nagymama’ (< baba ’öregasszony’), brale (< brat ’fivér’), vujo (< vuk ’farkas’), brico (< brijač ’borbély, fodrász’), striko (< stric ’nagybácsi’), dješo (< djever ’sógor’).

### Becézőkként használt szokásosan semleges szavak
Egyes szokásosan pragmatikailag semleges szavak becézőkké válnak bizonyos kontextusokban, például:
(magyarul) drágám, kicsim, angyalom, kincsem;
(franciául) mon petit ’kicsim’, mon grand (szó szerint ’nagyom’), mon ange ’angyalom’, mon bijou (szó szerint ’ékszerem’), mon trésor ’kincsem’, mon amour ’szerelmem’;
(románul) drag(ă) vagy scump(ă) ’drága’, iubit(ă) ’szeretett’, iubire vagy dragoste ’szerelem’, înger ’angyal’, odor (szó szerint ’ékszer’).
Külön említendő meg a becéző funkcióval használt nem emberi lények neve:
(magyarul) csibém, galambom;
(franciául) ma colombe ’galambom’, mon poussin ’csibém’, mon (petit) chat ’(kis)cicám’, mon (petit) lapin (szó szerint ’(kicsi) nyulam’), ma biche (szó szerint ’őzem’), mon (petit) loup (szó szerint ’(kicsi) farkasom’), ma puce (szó szerint ’bolhám’), mon (petit) rat (szó szerint ’(kicsi) patkányom’) mon chou (szó szerint ’káposztám’);
(románul) pui ’csibe’, porumbiță ’galamb’.
A franciában van becézően használt igealak is a dajkanyelvben, a beszéd időpontjára vonatkozó harmadik személyű folyamatos múlt idő, pl. Comme il était sage ! ’Jaj de jó/szófogadó!’, Comme il aimait bien sa maman ! ’Jaj de szereti az anyukáját!’

## A becéző jelentés elvesztése
A nyelvtörténet során egyes becéző szavak pragmatikai szempontból semlegesekké váltak. Például így lettek a magyar nyelvben utónevek becéző alakjaiból családnevek: Bene, Benke és Benkő (< Benedek); Bertók és Bartók (< Bertalan); Baló (< Balázs). A francia nyelv történetében is van ilyen jelenség, például a Thomasson és Masson (< Thomas), vagy a Michard és Michot (< Michel) családnevek esetében.
A mai magyar nyelvben megfigyelhető az a tendencia, hogy utónevek becéző alakjai utónevek maradnak ugyan, de elveszítik becéző jellegüket annyira, hogy anyakönyvezhetőkké válnak, mint például a Mari, Marica, Marika, Mariska változatok a Mária mellett.